# Рандзан

36°3′24″ пн. ш. 139°19′13″ сх. д. / 36.05667° пн. ш. 139.32028° сх. д.
Рандза́н (яп. 嵐山町, らんざんまち, МФА: [ɾand͡zaɴ mat͡ɕi̥]) — містечко в Японії, в повіті Хікі префектури Сайтама. Станом на 1 жовтня 2008 площа містечка становила 29,85 км². Станом на 1 січня 2009 населення містечка становило 19 424 осіб.